# Beloneuria georgiana
Beloneuria georgiana är en bäcksländeart som först beskrevs av Banks 1914.  Beloneuria georgiana ingår i släktet Beloneuria och familjen jättebäcksländor. Inga underarter finns listade i Catalogue of Life.